# Mezihorská
Mezihorská (něm. a do roku 1948 Kührberg, poté do roku 1950 Kostelní) je osada, náležející ke 4 km vzdálené obci Jindřichovice v okrese Sokolov v Karlovarském kraji.
Mezihorská je také název katastrálního území o rozloze 5,5 km2.

## Historie
První písemná zmínka o osadě pochází z roku 1454, kdy byla součástí léna hradu Loket a stála zde tvrz. Roku 1640 koupi osadu Gottfried Hertl z Leutersdorfu a připojil ji k jindřichovickému panství. V roce 1654, osada patřila k nosticovskému panství, zde stálo 17 chalup a mlýn s pilou. Roku 1873 žilo v osadě více než 250 obyvatel, v roce 1847 to bylo již 440 obyvatel v 63 domech. Roku 1878 se stala Mezihorská samostatnou obcí. Po odsunu německého obyvatelstva po druhé světové válce téměř zanikla, ale byla částečně dosídlena Čechy, kteří se do vlasti vrátili z Volyně. Osada se postupně proměnila v rekreační místo chalupářů.
V roce 1869 byla Mezihorská osadou obce Tatrovice, v letech 1880–1910 obcí v okrese Falknov, 1921–1930 obcí v okrese Loket, v roce 1950 obcí v okrese Kraslice, 1961–1980 částí obce Jindřichovice. Od roku 1980 je jen součástí Jindřichovic.

## Obyvatelstvo
Při sčítání lidu v roce 1921 zde žilo 387 obyvatel, všichni německé národnosti, kteří se hlásili k římskokatolické církvi.
| Rok            | 1869 | 1880 | 1890 | 1900 | 1910 | 1921 | 1930 | 1950 | 1961 | 1970 | 1980 | 1991 | 2001 | 2011 | 2021 |
| -------------- | ---- | ---- | ---- | ---- | ---- | ---- | ---- | ---- | ---- | ---- | ---- | ---- | ---- | ---- | ---- |
| Počet obyvatel | 435  | 462  | 461  | 462  | 438  | 387  | 375  | 55   | 25   | 1    | –    | –    | 18   | 31   | 61   |
| Počet domů     | 70   | 80   | 80   | 81   | 80   | 81   | 82   | 85   | –    | 1    | –    | –    | 24   | 26   | 25   |

## Pamětihodnosti
- Kaple Panny Marie Lurdské, novogotická stavba z roku 1894
- Památný strom Klen v Mezihorské u jižního okraje obce